# Laška vas pri Štorah
Laška vas pri Štorah je naselje u slovenskoj Općini Štoru. Laška vas pri Štorah se nalazi u pokrajini Štajerskoj i statističkoj regiji Savinjskoj. 

## Stanovništvo
Prema popisu stanovništva iz 2002. godine naselje je imalo 218 stanovnika.